# Souvigné-sur-Même
Souvigné-sur-Même – miejscowość i gmina we Francji, w regionie Kraj Loary, w departamencie Sarthe.
Według danych na rok 1990 gminę zamieszkiwało 180 osób, a gęstość zaludnienia wynosiła 29 osób/km² (wśród 1504 gmin Kraju Loary Souvigné-sur-Même plasuje się na 1070. miejscu pod względem liczby ludności, natomiast pod względem powierzchni na miejscu 1148.).